# Odętka
Odętka (Physostegia L.) – rodzaj roślin należących do rodziny jasnotowatych. Obejmuje 12–13 gatunków. Rosną one na wilgotnych łąkach, preriach i w lasach Ameryki Północnej, z wyjątkiem jej południowo-zachodniej części. Jeden gatunek – odętka wirginijska P. virginiana – uprawiany jest jako roślina ozdobna.

## Morfologia
PokrójByliny kłączowe o wysokości 0,6–2 m. Tworzą kępy nierozgałęzionych pędów ze znajdującymi się na ich szczycie kłosami kwiatów.
LiścieNaprzeciwległe, nagie, wąskie, lancetowate, o długości 5–15 cm z ząbkowanymi brzegami.
KwiatyZebrane parami w gęste kłosy na szczycie pędu. Kwiaty dość drobne (zwykle poniżej 12 mm długości), w kolorze od białego poprzez różowy i purpurowy do lawendowego. Kielich drobny, zrosłodziałkowy, z pięcioma ząbkami. Korona w dole z płatkami zrośniętymi w rozszerzającą się rurkę, z górną wargą kapturkowatą i dolną z trzema łatkami. Cztery pręciki o owłosionych nitkach. Zalążnia górna, złożona z dwóch owocolistków, dwukomorowa, w każdej komorze z dwoma zalążkami. Szyjka słupka pojedyncza, cienka, z dwudzielnym znamieniem.
OwoceCzterodzielne rozłupnie, rozpadające się na cztery pojedyncze, gładkie rozłupki.

## Systematyka
Pozycja taksonomiczna
Rodzaj z plemienia Synandreae z podrodziny Lamioideae z rodziny jasnotowatych (Lamiaceae Lindl.).
Wykaz gatunków
- Physostegia angustifolia Fernald
- Physostegia correllii (Lundell) Shinners
- Physostegia digitalis Small
- Physostegia godfreyi P.D.Cantino
- Physostegia intermedia (Nutt.) Engelm. & A.Gray
- Physostegia ledinghamii (B.Boivin) P.D.Cantino
- Physostegia leptophylla Small
- Physostegia longisepala P.D.Cantino
- Physostegia micrantha Lundell
- Physostegia parviflora Nutt. ex A.Gray
- Physostegia pulchella Lundell
- Physostegia purpurea (Walter) S.F.Blake
- Physostegia virginiana (L.) Benth. – odętka wirginijska